# Supercopa Uruguaya 2023
De Supercopa Uruguaya 2023 was de zesde editie van de Supercopa Uruguaya. Landskampioen Club Nacional de Football - dat eveneens het Torneo Intermedio had gewonnen - nam het op tegen Liverpool FC, de verliezend finalist van het Torneo Intermedio. Deze ploegen stonden in de Supercopa Uruguaya 2020 ook al tegenover elkaar.
Een doelpunt van Gonzalo Nápoli in de vijfde minuut bezorgde Liverpool de Supercopa. Het was voor de Negriazules hun tweede overwinning in deze competitie.

## Gekwalificeerde teams
| Team                      | Kwalificatie                                                 | Vorige deelnames           |
| ------------------------- | ------------------------------------------------------------ | -------------------------- |
| Club Nacional de Football | Winnaar Primera División 2022 Winnaar Torneo Intermedio 2022 | 4 (2018, 2019, 2020, 2021) |
| Liverpool FC              | Finalist Torneo Intermedio 2022                              | 1 (2020)                   |

## Supercopa Uruguaya
|                               |              |                                   |                           |                                                                           |
| 29 januari 2023 21:00 (UTC−3) | Liverpool FC | 1 – 0                             | Club Nacional de Football | Estadio Centenario, Montevideo Scheidsrechter: Mathías de Armas (Uruguay) |
| 29 januari 2023 21:00 (UTC−3) | Nápoli 5'    | Verslag (AUF) Verslag (Soccerway) |                           | Estadio Centenario, Montevideo Scheidsrechter: Mathías de Armas (Uruguay) |

| Supercopa Uruguaya 2023   |
| ------------------------- |
| Liverpool FC Tweede titel |

2018 · 2019 · 2020 · 2021 · 2022 · 2023